# Parc Pàvlovsk
El Parc Pàvlovsk (en rus Павловский парк, Pàvlovski Park) és el parc que envolta el Palau Pàvlovsk, edifici imperial rus del segle xviii, antiga residència construïda pel tsar Pau I de Rússia prop de Sant Petersburg. Després de la seva mort, va esdevenir la casa de la seva vídua, Sofia de Württemberg. Actualment és un museu estatal i un parc públic.